# Samba (taniec towarzyski)
Zasugerowano, aby zintegrować ten artykuł z artykułem Samba de Roda (dyskusja). Nie opisano powodu propozycji integracji.

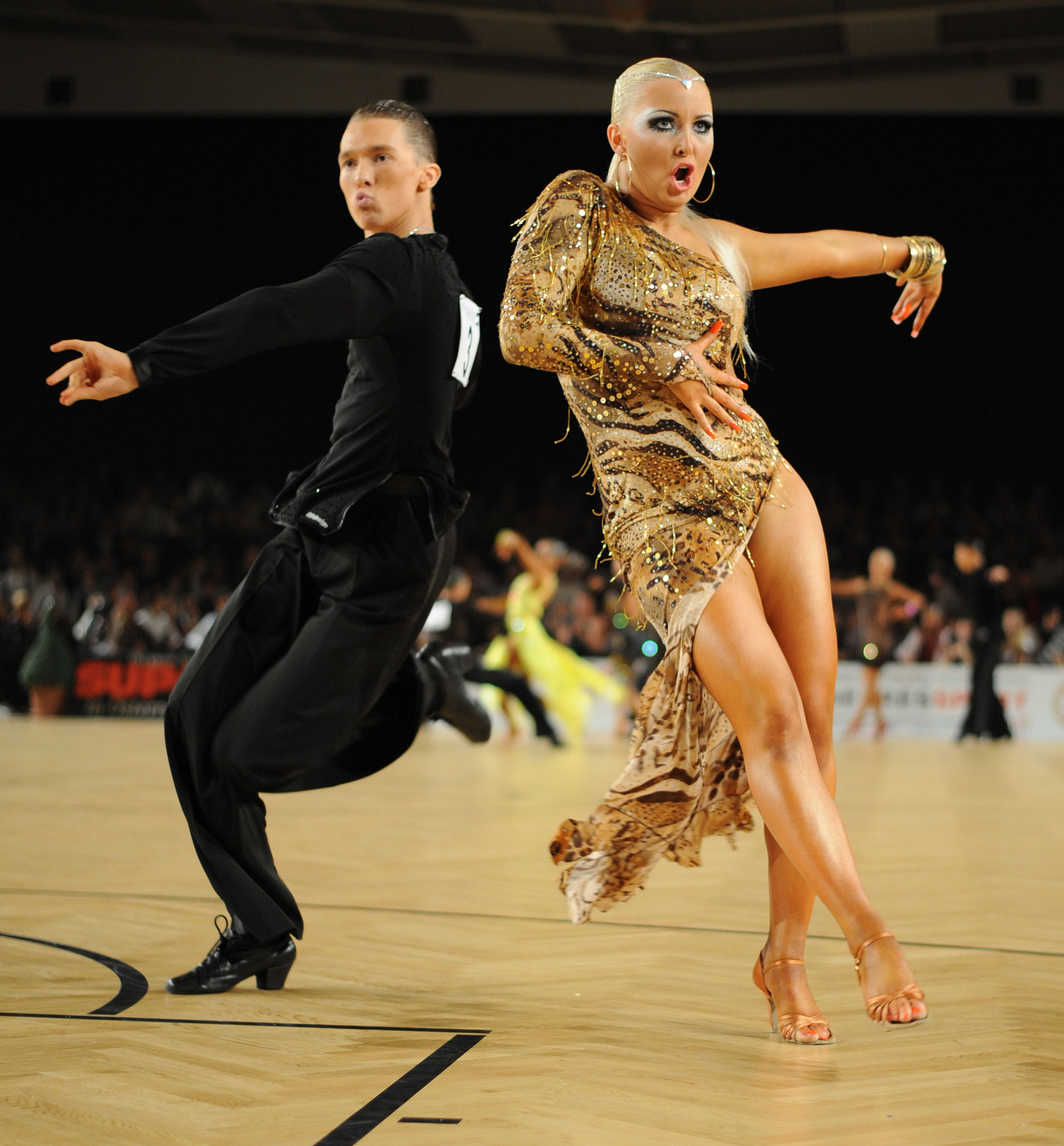
Samba

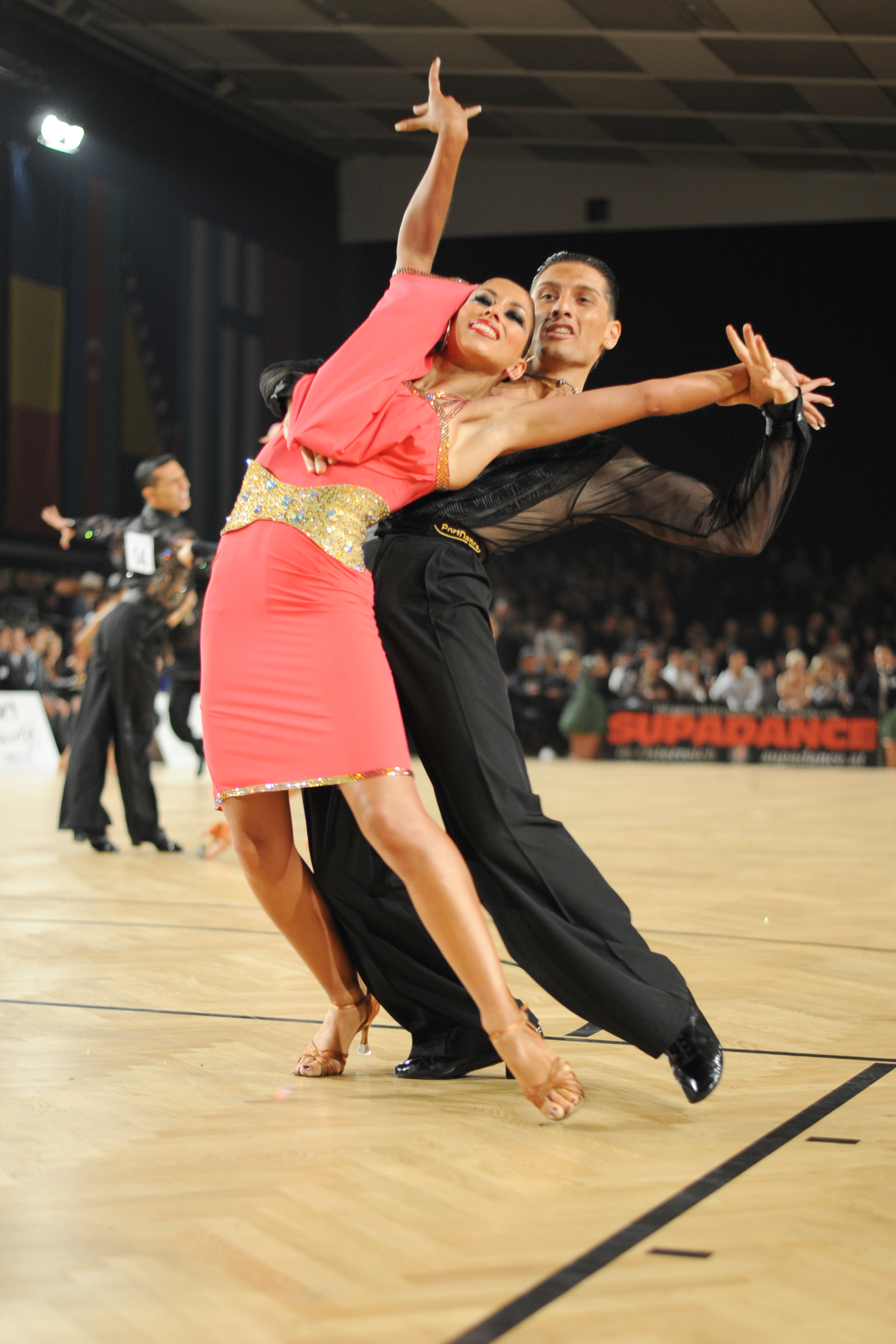
Samba

Samba – taniec brazylijski. Prawdopodobnie wywodzi się z tańca „w kółko” afrykańskich ludów Bantu, ponieważ samba turniejowa tańczona jest „po kole”. Obecnie także jeden z tańców towarzyskich, wchodzący w zestaw pięciu tańców latynoamerykańskich obok rumby, cza-czy, paso doble i jive’a.
Typowe tempo samby to ok. 54–56 taktów/min. W sambie nałożone są na siebie dwa rytmy: rytm synkopowany (ósemka z kropką, szesnastka i ćwierćnuta), rozliczany jako na „raz-e-dwa” oraz rytm składający się z czterech ósemek, rozliczany jako „raz-i-dwa-i”.
Podobnie jak w innych tańcach latynoamerykańskich, figury podstawowe można tańczyć w trzymaniu zamkniętym (prawa dłoń partnerki trzymana przez lewą dłoń partnera mniej więcej na wysokości ich wzroku, lewa ręka partnerki leży luźno na prawym barku partnera, prawa dłoń partnera na lewej łopatce partnerki) lub w trzymaniu otwartym (prawa dłoń partnerki trzymana przez lewą dłoń partnera na wysokości bioder, prawa ręka partnerki oraz prawa dłoń partnera odprowadzone naturalnie do boku na wysokości barku).
Jednak poza rzadko tańczonymi figurami podstawowymi, samba ma charakter progresywny – tańcząca para szybko przemieszcza się po całym parkiecie. Samba zwana jest tańcem kochanków. Jest tam bardzo dużo ruchów, wyrażających uczucia. Ruch samby przypomina falowanie partnerów. W wielu figurach partnerzy kolejno obiegają się dookoła, jakby starając się przechytrzyć nawzajem i wyprzedzić w drodze do mety. Tańczenie samby może też przypominać bieganie po rozżarzonych węglach, na których trzeba jak najkrócej stawać, by się nie poparzyć. Natomiast w niektórych figurach, np. w Bota Fogos, stopy wykonują ruch, niczym grabie, lub nogi ptaka, zgrabiając znalezione skarby.
By zwiększyć dynamikę i progresję tańca, ciało jest utrzymywane nad przednią częścią stóp. Charakterystyczny falujący ruch w sambie w znacznej mierze wypływa z pracy przepony polegającej na wypychaniu do przodu bioder i potem ich powrocie do tyłu.
Na turniejach WDSF samba tańczona jest jako pierwszy taniec latynoamerykański, w kategorii par zawodowych – jako drugi.